# 576
576 (DLXXVI) var ett skottår som började en onsdag i den julianska kalendern.

## Händelser

### Okänt datum
- Göktürkarna belägrar Panticapaeum i Krim.
- Visigoterna upprättar huvudstaden av sitt kungarike i Toledo.

## Födda
- Gao Shilian, kinesisk kansler av Tangdynastin (död 647)

## Avlidna
- Sankt Germain av Paris
- Aminah bint Wahb, Muhammads mor